# 結城駅

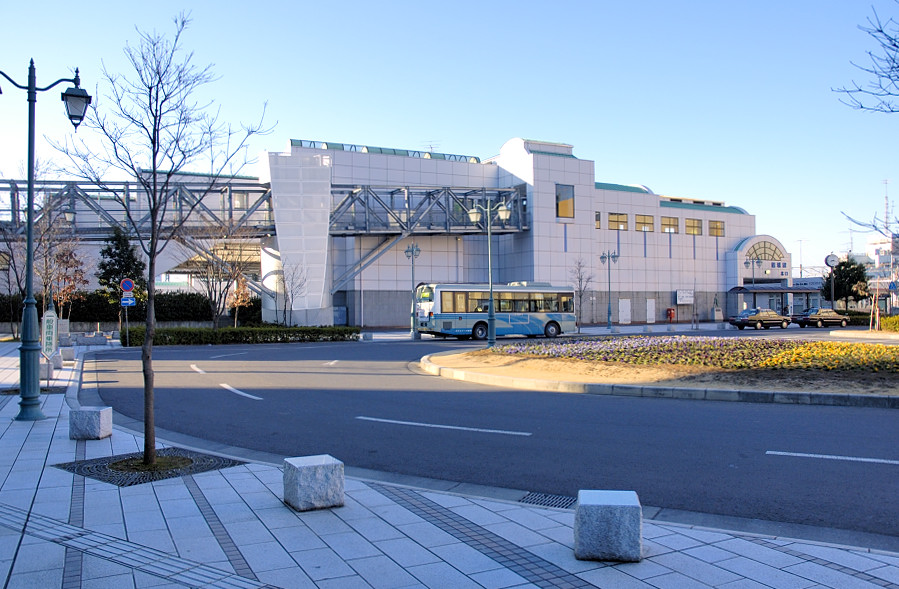
北口（2007年1月）

結城駅（ゆうきえき）は、茨城県結城市大字結城にある、東日本旅客鉄道（JR東日本）水戸線の駅である。
同市中心市街地の最寄駅である。隣接する結城市民情報センターは、特産品の結城紬などを販売する物産センターやゆうき図書館を併設する。

## 歴史
- 1889年（明治22年）1月16日：日本鉄道の駅として開設[3]。
- 1984年（昭和59年）
  - 2月1日：荷物扱い廃止[3]。
  - 6月1日：貨物取扱廃止[3]。
- 1987年（昭和62年）4月1日：国鉄分割民営化に伴い、東日本旅客鉄道（JR東日本）の駅となる[3]。
- 1993年（平成5年）5月12日：橋上駅舎化に着手[5]。
- 1994年（平成6年）12月9日：結城市制40周年に際しふるさと創生1億円助成金で橋上駅が完成、供用開始[1]。
- 2001年（平成13年）11月18日：ICカードSuica供用開始。
- 2006年（平成18年）2月21日：自動改札機を導入。
- 2008年（平成20年）12月25日：指定席券売機を導入。
- 2009年（平成21年）3月14日：全ホーム発車メロディー使用開始。
- 2015年（平成27年）
  - 4月1日：JR水戸鉄道サービスが駅業務を受託する業務委託駅となる。
  - 7月1日：駅業務受託がJR東日本ステーションサービスへ移管。
- 2024年（令和6年）2月29日：みどりの窓口の営業を終了[4]。

## 駅構造
単式ホーム1面1線と島式ホーム1面2線、計2面3線を有する地上駅である。
水戸線の中間駅では唯一の橋上駅舎を備える。南北の出入口にエスカレーター、各ホーム間および南口側にエレベーターを備える。南北自由通路は「友愛メルヘン橋」の愛称が付けられている。
水戸統括センター（下館駅）管理の業務委託駅（JR東日本ステーションサービス受託）。但し、お客さまサポートコールシステムが導入されており、一部時間帯は遠隔対応のため改札係員は不在となる。また、多機能券売機・指定席券売機・Suica対応自動改札機が設置されている。

### のりば
| 番線 | 路線    | 方向 | 行先                 |
| ---- | ------- | ---- | -------------------- |
| 1    | ■水戸線 | 下り | 下館・友部・水戸方面 |
| 2・3 | ■水戸線 | 上り | 小山方面             |

（出典：JR東日本:駅構内図）

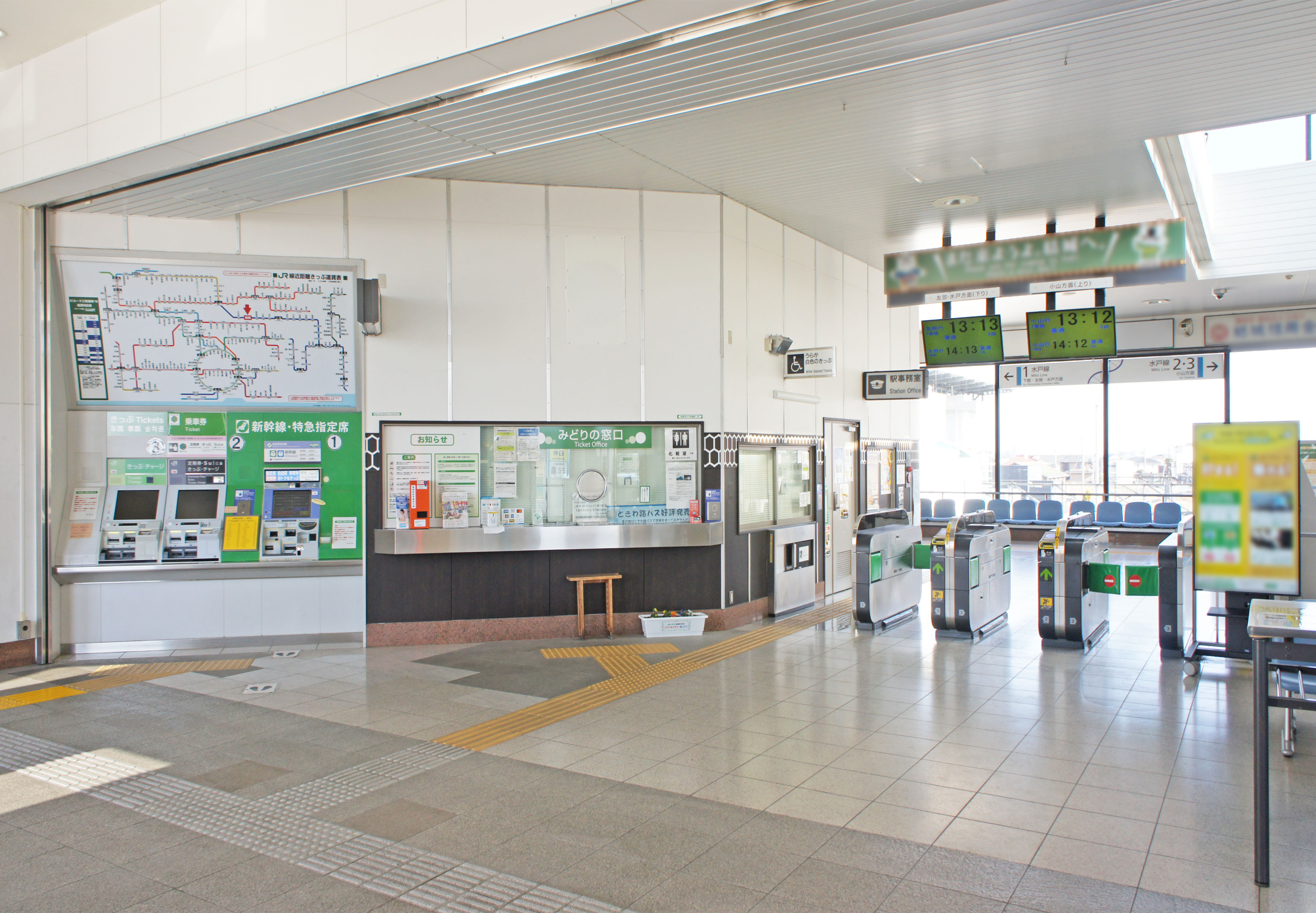
改札口（2022年1月）
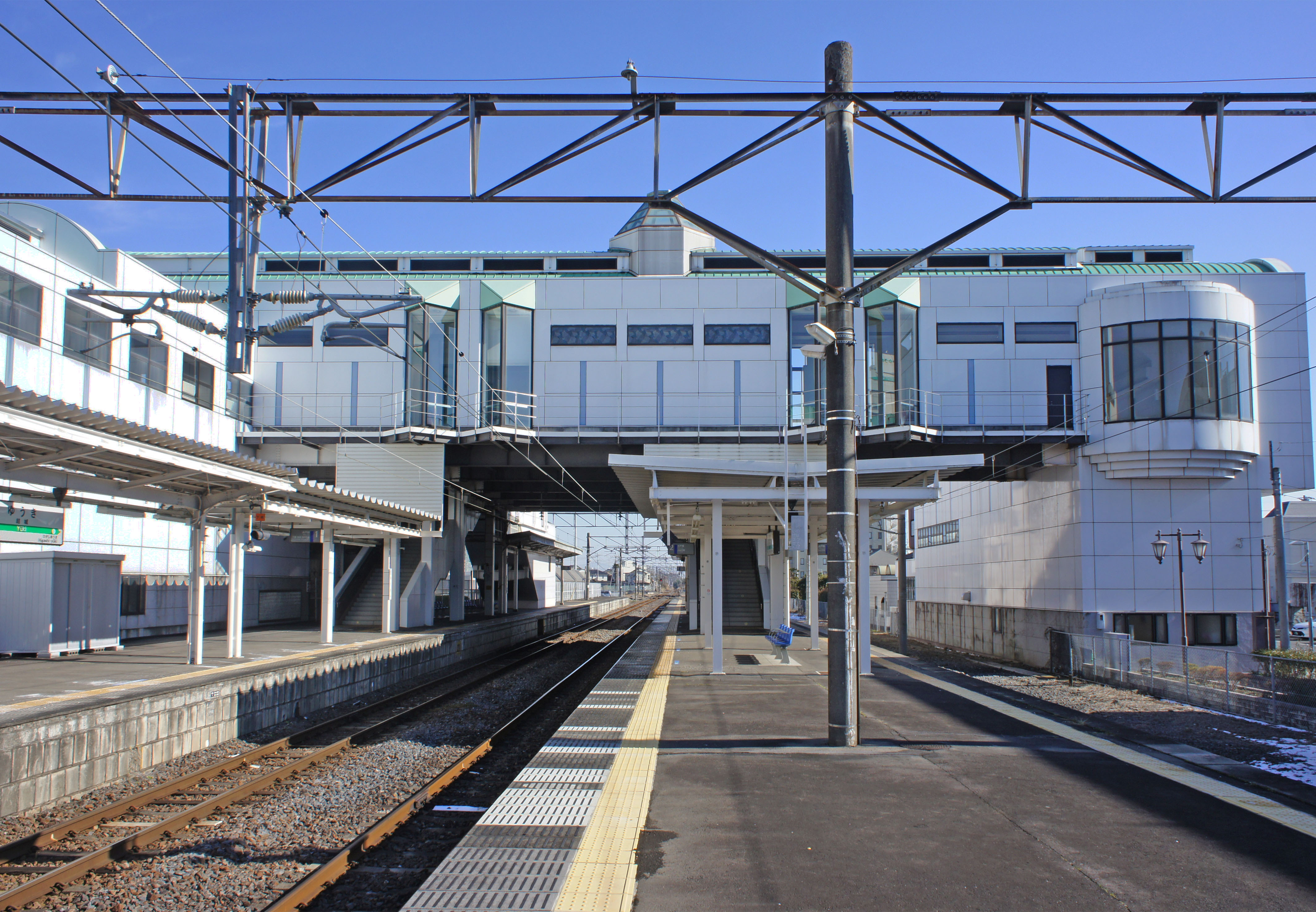
ホーム（2022年1月）

## 利用状況
JR東日本によると、2023年度（令和5年度）の1日平均乗車人員は1,822人である。
2000年度（平成12年度）以降の推移は以下の通り。
| 乗車人員推移       | 乗車人員推移     | 乗車人員推移    |
| 年度               | 1日平均 乗車人員 | 出典            |
| ------------------ | ---------------- | --------------- |
| 2000年（平成12年） | 3,022            | [ 利用客数 2 ]  |
| 2001年（平成13年） | 2,947            | [ 利用客数 3 ]  |
| 2002年（平成14年） | 2,782            | [ 利用客数 4 ]  |
| 2003年（平成15年） | 2,635            | [ 利用客数 5 ]  |
| 2004年（平成16年） | 2,527            | [ 利用客数 6 ]  |
| 2005年（平成17年） | 2,483            | [ 利用客数 7 ]  |
| 2006年（平成18年） | 2,424            | [ 利用客数 8 ]  |
| 2007年（平成19年） | 2,371            | [ 利用客数 9 ]  |
| 2008年（平成20年） | 2,333            | [ 利用客数 10 ] |
| 2009年（平成21年） | 2,219            | [ 利用客数 11 ] |
| 2010年（平成22年） | 2,189            | [ 利用客数 12 ] |
| 2011年（平成23年） | 2,100            | [ 利用客数 13 ] |
| 2012年（平成24年） | 2,116            | [ 利用客数 14 ] |
| 2013年（平成25年） | 2,153            | [ 利用客数 15 ] |
| 2014年（平成26年） | 2,069            | [ 利用客数 16 ] |
| 2015年（平成27年） | 2,052            | [ 利用客数 17 ] |
| 2016年（平成28年） | 2,091            | [ 利用客数 18 ] |
| 2017年（平成29年） | 2,079            | [ 利用客数 19 ] |
| 2018年（平成30年） | 2,097            | [ 利用客数 20 ] |
| 2019年（令和元年） | 2,041            | [ 利用客数 21 ] |
| 2020年（令和02年） | 1,565            | [ 利用客数 22 ] |
| 2021年（令和03年） | 1,619            | [ 利用客数 23 ] |
| 2022年（令和04年） | 1,742            | [ 利用客数 24 ] |
| 2023年（令和05年） | 1,822            | [ 利用客数 1 ]  |

## 駅周辺
- 国道50号
- 結城市役所
- 結城郵便局
- 結城白銀郵便局
- 茨城県立結城第二高等学校
- しるくろーど（コモディイイダ　2019年2月28日閉店にて撤退）
- 結城市民情報センター：ゆうき図書館、物産センター
- 市民文化センターアクロス
- ルートイン結城
- さがみ典礼結城（葬儀場）
- 結城信用金庫 本店

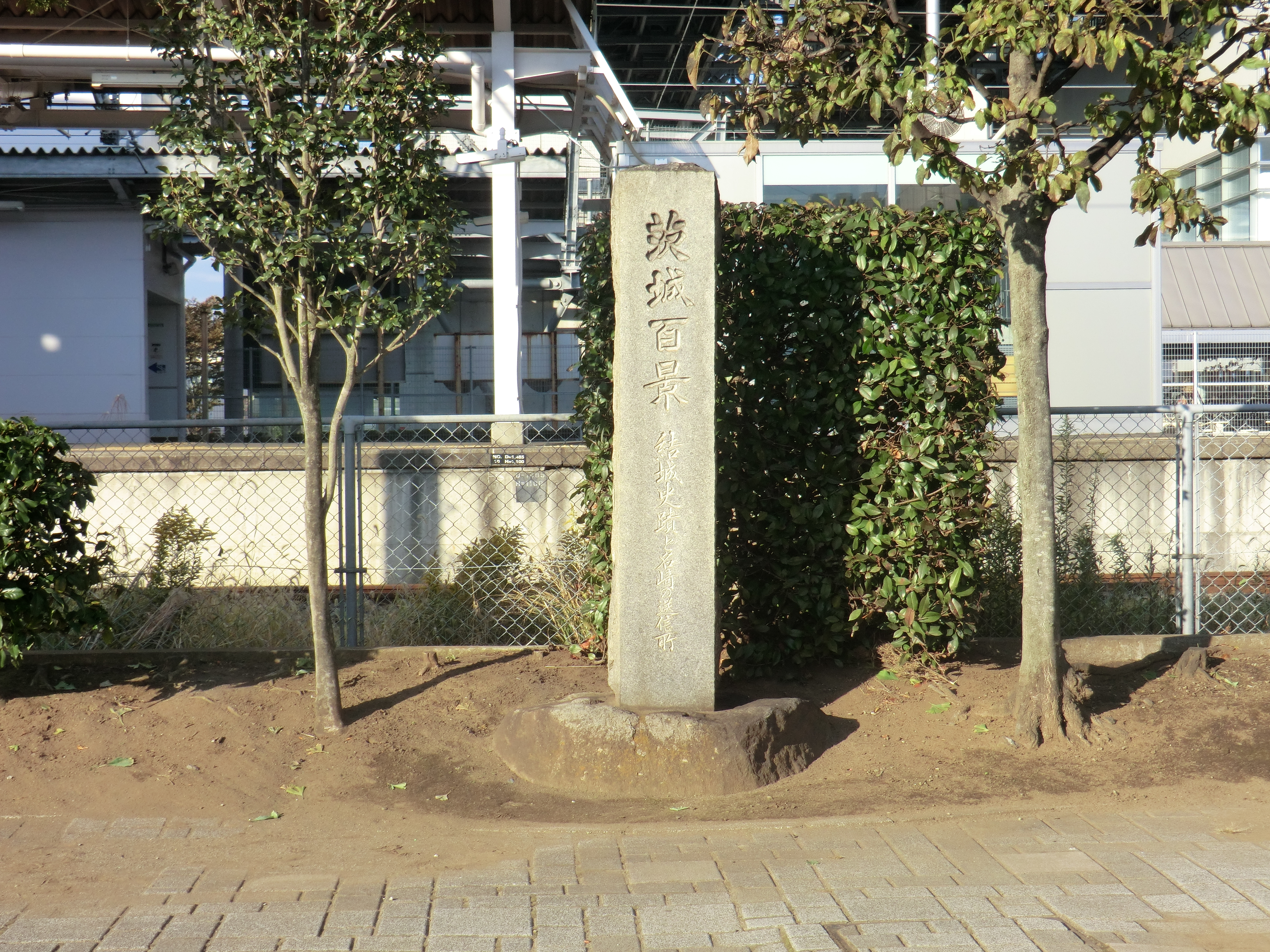
南口にある「茨城百景」の碑
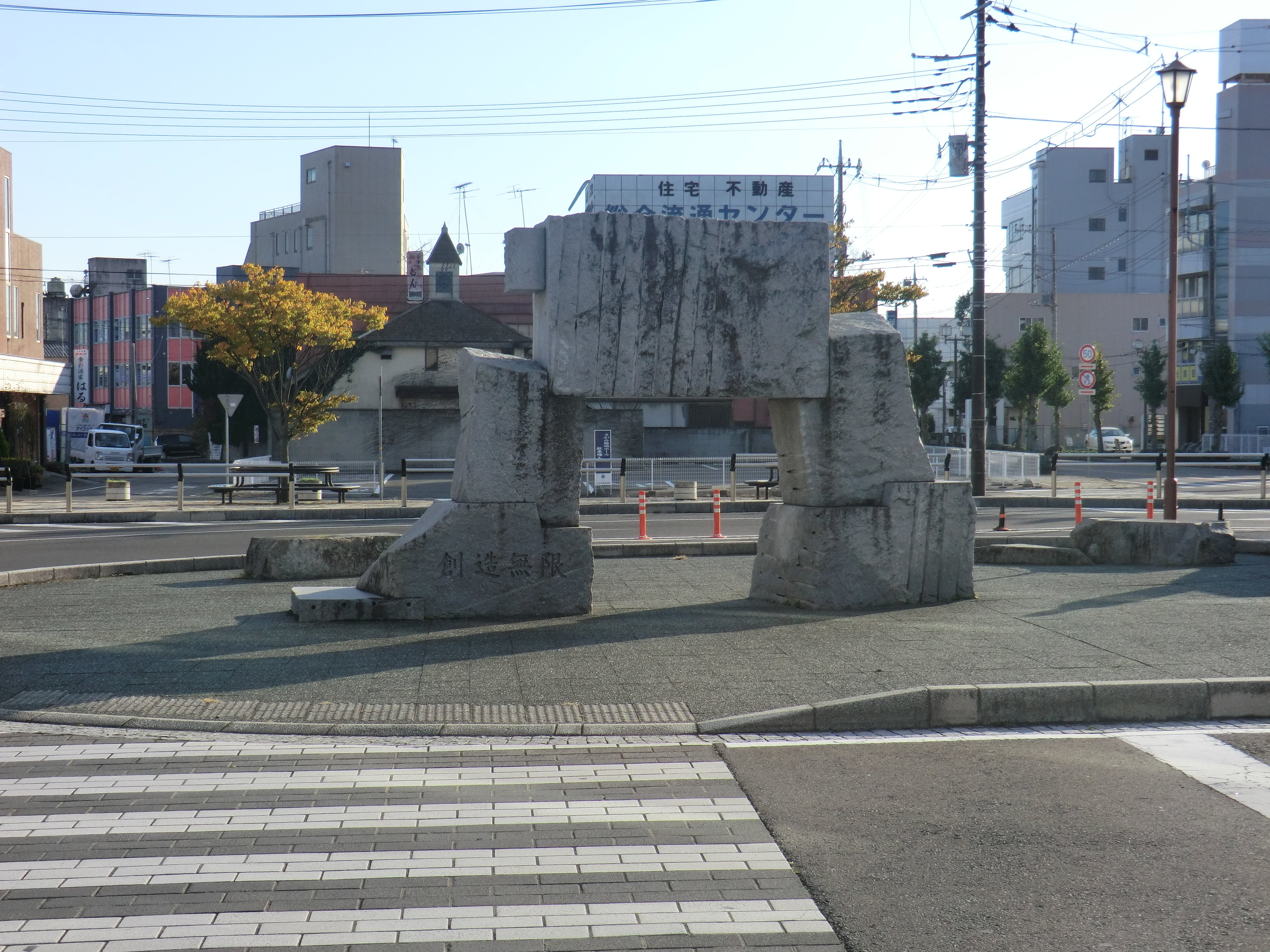
南口のモニュメント「創造無限」
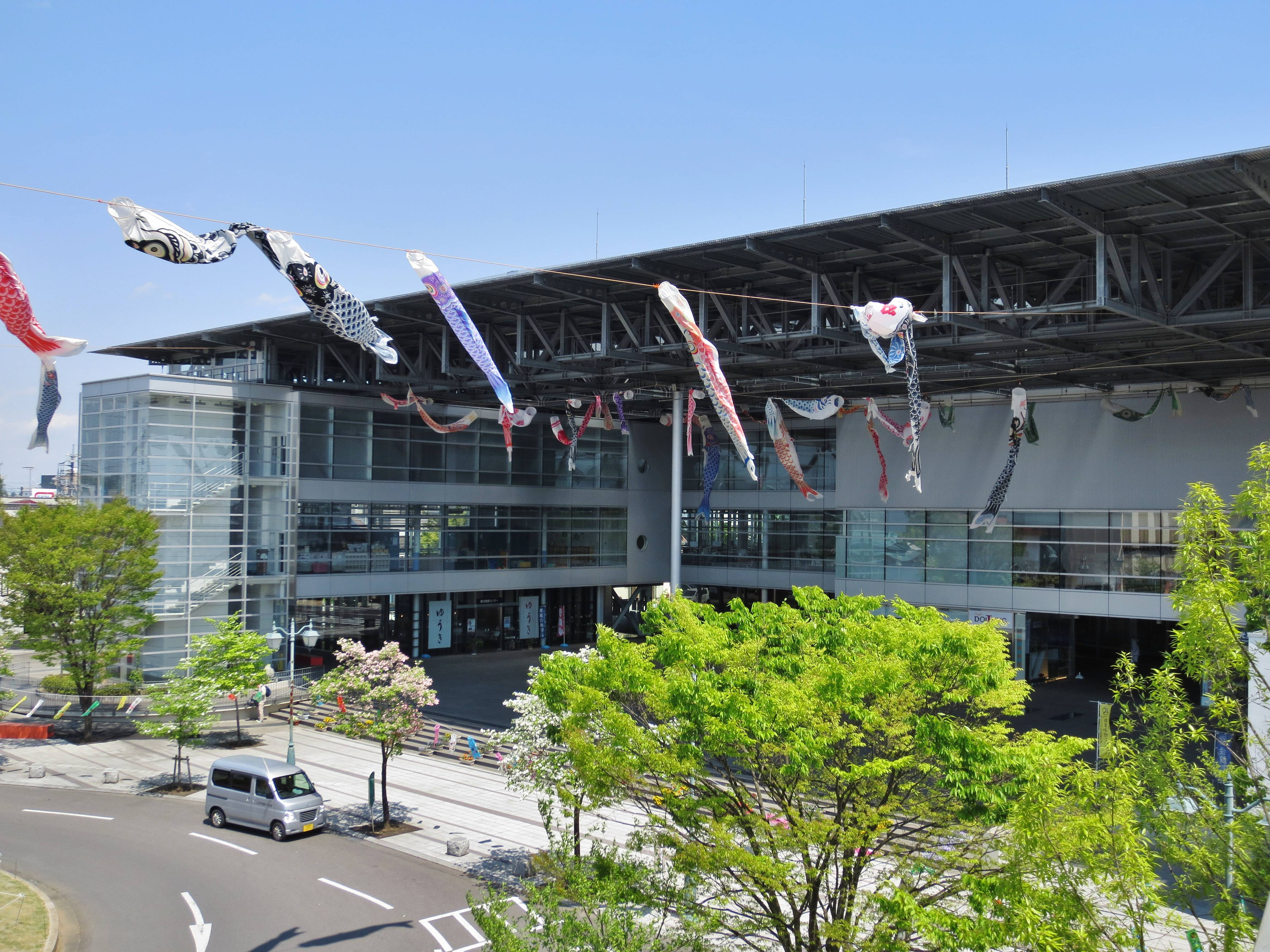
結城市民情報センター

## バス路線
結城市が当駅（結城駅北口停留所）を拠点に、市内各地を小型車両で結ぶ結城市巡回バスを運行している（実際の運行は城南タクシー株式会社に委託）。運賃は無料で、計7ルートが設定されているが、一部路線は運行日が限定される上、日・祝日・お盆・年末年始は全便が運休となる。詳細は結城市公式ホームページを参照。
かつては関鉄パープルバスや東武バス、茨城急行自動車の路線が発着していた。

## 隣の駅
東日本旅客鉄道（JR東日本）
■水戸線
小田林駅 - 結城駅 - 東結城駅

### 記事本文
1. 1 2 3 4  「橋上新駅舎が使用開始 JR結城駅」『交通新聞』交通新聞社、1994年12月26日、3面。
2. 1 2  『週刊 JR全駅・全車両基地』 05号 上野駅・日光駅・下館駅ほか92駅、朝日新聞出版〈週刊朝日百科〉、2012年9月9日、27頁。
3. 1 2 3 4 5  石野哲 編『停車場変遷大事典 国鉄・JR編 II』（初版）JTB、1998年10月1日、465頁。ISBN 978-4-533-02980-6。
4. 1 2 3 4 5  
“駅の情報（結城駅）：JR東日本”.   東日本旅客鉄道. 2024年2月1日時点のオリジナルよりアーカイブ。2024年2月1日閲覧。
5. ↑  「結城駅橋上化12日に起工式」『交通新聞』交通新聞社、1993年5月6日、1面。

### 利用状況
1. 1 2  “各駅の乗車人員（2023年度）”.   東日本旅客鉄道. 2024年7月21日閲覧。
2. ↑  “各駅の乗車人員（2000年度）”.   東日本旅客鉄道. 2019年3月9日閲覧。
3. ↑  “各駅の乗車人員（2001年度）”.   東日本旅客鉄道. 2019年3月9日閲覧。
4. ↑  “各駅の乗車人員（2002年度）”.   東日本旅客鉄道. 2019年3月9日閲覧。
5. ↑  “各駅の乗車人員（2003年度）”.   東日本旅客鉄道. 2019年3月9日閲覧。
6. ↑  “各駅の乗車人員（2004年度）”.   東日本旅客鉄道. 2019年3月9日閲覧。
7. ↑  “各駅の乗車人員（2005年度）”.   東日本旅客鉄道. 2019年3月9日閲覧。
8. ↑  “各駅の乗車人員（2006年度）”.   東日本旅客鉄道. 2019年3月9日閲覧。
9. ↑  “各駅の乗車人員（2007年度）”.   東日本旅客鉄道. 2019年3月9日閲覧。
10. ↑  “各駅の乗車人員（2008年度）”.   東日本旅客鉄道. 2019年3月9日閲覧。
11. ↑  “各駅の乗車人員（2009年度）”.   東日本旅客鉄道. 2019年3月9日閲覧。
12. ↑  “各駅の乗車人員（2010年度）”.   東日本旅客鉄道. 2019年3月9日閲覧。
13. ↑  “各駅の乗車人員（2011年度）”.   東日本旅客鉄道. 2019年3月9日閲覧。
14. ↑  “各駅の乗車人員（2012年度）”.   東日本旅客鉄道. 2019年3月9日閲覧。
15. ↑  “各駅の乗車人員（2013年度）”.   東日本旅客鉄道. 2019年3月9日閲覧。
16. ↑  “各駅の乗車人員（2014年度）”.   東日本旅客鉄道. 2019年3月9日閲覧。
17. ↑  “各駅の乗車人員（2015年度）”.   東日本旅客鉄道. 2019年3月9日閲覧。
18. ↑  “各駅の乗車人員（2016年度）”.   東日本旅客鉄道. 2019年3月9日閲覧。
19. ↑  “各駅の乗車人員（2017年度）”.   東日本旅客鉄道. 2019年7月9日閲覧。
20. ↑  “各駅の乗車人員（2018年度）”.   東日本旅客鉄道. 2019年7月9日閲覧。
21. ↑  “各駅の乗車人員（2019年度）”.   東日本旅客鉄道. 2020年7月12日閲覧。
22. ↑  “各駅の乗車人員（2020年度）”.   東日本旅客鉄道. 2021年7月24日閲覧。
23. ↑  “各駅の乗車人員（2021年度）”.   東日本旅客鉄道. 2022年8月7日閲覧。
24. ↑  “各駅の乗車人員（2022年度）”.   東日本旅客鉄道. 2023年7月10日閲覧。